# 前田禎郎
前田 禎郎（まえだ さだお、1931年〈昭和6年〉4月25日 - 2018年〈平成30年〉1月2日）は、日本の政治家。奈良県宇陀市長（1期）。

## 経歴
奈良県出身。1950年奈良県立榛原高等学校卒。卒業後は奈良県庁に入り、その後、榛原町収入役、同助役となり、1997年榛原町長に当選する。同町長を2期務め、2006年榛原町は合併で宇陀市となり、合併後の市長選挙に立候補して当選する。市長を1期務め、2010年に退任した。